# Карл Дейвид Андерсън
Карл Дейвид Андерсън (на английски: Carl David Anderson) е американски физик от шведски произход, носител на Нобелова награда за физика за 1936 година за откритието на позитрона.

## Биография
Роден е на 3 септември 1905 година в Ню Йорк, САЩ. Завършва физика в Калтех. Изучава космическите лъчи под ръководството на Робърт Миликан. Заедно със свой студент дипломант откриват мюона през 1936 година. През Втората световна война се занимава и с ракетна техника. Има двама сина – Маршал и Дейвид.
Умира на 11 януари 1991 година в Сан Марино, Калифорния.